# Belsko
Belsko este o localitate din comuna Postojna, Slovenia, cu o populație de 168 de locuitori.